# Омега (спецпідрозділи НГУ)
Окремі загони спеціального призначення «Омега» (ОЗСП «Омега», в/ч 3073) — це сім батальйонів (загонів) спеціального призначення, що входять до складу окремої військової частини прямого підпорядкування командувачу НГУ — Центру спеціального призначення ОМЕГА Національної гвардії України.
Основними завданнями загонів є захист та охорона життя, прав, свобод і законних інтересів громадян, суспільства і держави від злочинних та інших протиправних посягань, у взаємодії з правоохоронними органами забезпечення державної безпеки і захисту державного кордону, припинення терористичної діяльності, діяльності незаконних воєнізованих або збройних формувань (груп), терористичних організацій, організованих груп та злочинних організацій, участь у відсічі збройної агресії проти України.

## Історія
Загін особливого призначення «Омега» був заснований 4 квітня 2003 року наказом командувача Внутрішніх військ МВС України. Підрозділ укомплектований десантниками, бойовими плавцями і фахівцями по гірській підготовці. За основу геральдичної символіки та назви даного утворення силових структур узято літеру омега. Назва «Омега» в МВС не випадково постала, бо «омега» є останньою літерою грецької абетки (грец. ωμέγα), тобто — бути заключним (і мати «останнє слово» також).
Окремий загін дислокується в селищі Нові Петрівці Київської області на базі в/ч 3027 та навчального центру Національної гвардії.
Підрозділ був сформований у складі окремої бригади спеціального призначення Внутрішніх військ МВС України «Барс» для виконання спецзаходів по боротьбі з тероризмом в умовах крайнього ускладнення обстановки. У 2015 р. був виведений зі штату бригади та підпорядкований Головному управлінню НГУ. Особовий склад має високу підготовку, навчений проведенню антитерористичних заходів, звільненню заручників, ліквідації незаконних збройних формувань, охороні особливо важливих фізичних осіб.
12 січня 2014 року було прийнято рішення про сумісну службу «Омеги» зі спецпідрозділом «Вега» проти тероризму.
Після відновлення Національної гвардії України «Омега» виведена із складу бригади «Барс» і має центральне підпорядкування.
В рамках реформи окремих загонів спеціального призначення Національної гвардії України, після затвердження Положення про загони спеціального призначення НГУ в 2018 році, всі загони спеціального призначення мають умовне найменування «Омега».
Спецпризначенці здобували досвід бойових дій упродовж усіх 9 років війни, спочатку у АТО (ООС) на сході країни, а весною 2022 року – у боях за Київщину.
З початку 2022 року ОЗСП Центрального Територіального управління Національної гвардії України не покидало Донеччину. Саме тут група цього загону зустріла повномасштабне вторгнення ворога. А одна із груп – здійснила секретну спецоперацію порятунку артилеристів морської піхоти ЗСУ, яким вдалося вийти з Азовсталі.
3-й загін ЦСП «Омега» з початком повномасштабного вторгнення виконував надскладні завдання на полі бою. У кейсі третього загону спецпризначення – звільнення краматорського аеродрому, бої за Маріуполь, штурм та звільнення Слов’янська. Бійці загону мужньо тримали оборону в Одесі, коли російський десант хотів висадитись на узбережжі.
03 листопада 2022 року на базі підрозділів «Омега» наказом Міністерства внутрішніх справ України від 20.09.2022 року № 600 створений Центр спеціального призначення НГУ, який теж отримав умовне позначення «Омега». Основна мета створення цього центру є централізоване керівництво загонами спецпризначенців, для їх більш ефективної взаємодії на полі бою з іншими силовими підрозділами та між собою. Начальником центру призначено генерал-майора Павла Федоровича Яцюка.
Завдання Центру спеціально призначення «Омега»: у взаємодії з органами військового управління, військовими частинами (підрозділами) Національної гвардії України та правоохоронними органами забезпечити участь загонів спеціального призначення в оперативному реагуванні щодо забезпечення захисту та охорони життя, прав, свобод і законних інтересів громадян, суспільства і держави від кримінальних та інших протиправних посягань, громадської і державної безпеки, захисту державного кордону, припинення дій незаконних воєнізованих або збройних формувань, терористичних організацій, організованих груп та злочинних організацій, терористичної діяльності, а у взаємодії зі Збройними Силами України - забезпечити участь у відсічі збройної агресії проти України та ліквідації збройного конфлікту шляхом ведення бойових (спеціальних) дій.
27 липня 2023 року на Одещині бійців спецпідрозділу «Омега» привітали з нагоди річниці створення окремого загону спеціального призначення Південного Одеського територіального управління Національної гвардії України та вручили нагороди. Також відбулась урочиста церемонія передачі загону до складу Центру спеціального призначення НГУ.
Станом на жовтень 2023 року під керівництвом Центру спеціального призначення діють шість окремих загонів спеціального призначення, які спеціалізуються на виконання надскладних завдань. До складу загонів входять зокрема: снайпери, бойові водолази, підривники, спеціалісти у сфері застосування дронів та робототехніки.

15 травня 2024 року на Запорізькому напрямку бійці 6-го загону Центру спеціального призначення «Омега» Національної гвардії України виявили та знищили замасковану мінометну позицію 120-мм 2Б11 армії РФ, яку росіяни планували використати для прикриття штурмових дій.

## Структура
- Центр спеціального призначення Національної гвардії України[6]
- 1-й окремий загін ЦСП НГУ «Омега»
- 2-й окремий загін ЦСП НГУ «Омега»
- 3-й окремий загін з контрдиверсійної боротьби ЦСП НГУ «Омега»
- 4-й окремий загін ЦСП НГУ «Омега»
- 5-й окремий загін ЦСП НГУ «Омега»
- Окремий загін безпілотних систем «Крила Омеги» ЦСП НГУ «Омега»
- Окремий водолазний загін ЦСП НГУ «Омега»

## Символіка

Гаслом загонів спеціального призначення «Омега» — «За нами останнє слово». Воно стало символом волі та відваги, адже незважаючи на всі труднощі та виклики, омегівці готові встояти до кінця і викласти всі свої зусилля, щоб досягти своєї мети та захистити державу. «Омега» — остання літера у грецькій абетці.
Череп (каратель) — міжнародний знак спецпризначенців.  Череп символізує той факт, що спецпризначенці готові стати на лінію вогню та виконувати завдання навіть в найбільш смертельно небезпечних ситуаціях.

## Участь у виконанні бойових завдань
- У січні 2005 року особовий склад спецпідрозділу брав участь у забезпеченні безпеки вищих посадових осіб України під час інавгурації президента В. Ющенка[8]
- 15 квітня 2014 спецпідрозділ внутрішніх військ МВС «Омега», спецназ МВС і спецпідрозділ СБУ «Альфа» зайняли аеродром у Краматорську; як повідомив радник міністра внутрішніх справ України Станіслав Речинський, жертв і постраждалих серед силовиків не малося[9].
- після початку антитерористичної операції в Маріуполі, 17 квітня 2014 співробітники «Омеги» були перекинуті до цього населеного пункту[10][11]
- 24 квітня 2014 військовослужбовці «Омеги» і військові частини Національної гвардії брали участь у штурмі Слов'янська[12], а 5 травня 2014 бійці підрозділу «Омега» і «Ягуар» знову вступили в бій, змусивши відступити велику групу бойовиків, що йшла на прорив з міста.[13][неякісне джерело]
- 11 липня 2015 Спецпідрозділ МВС «Омега» терміново відправили в Мукачеве, де сталася стрілянина між  представниками місцевого «Правого сектора» та охоронцями однієї з фірм нардепа Ланьо.[14]
- 24 лютого 2022 Бійці спецпідрозділу знищили блокпост ЗСРФ розвідвзводу 25-ї мотострілецької дивізії за підтримки одного танку 200-ї мотострілецької бригади на північно-східному перехресті доріг Окружної дороги Харкова (виїзд на Циркуни) східної околиці міста Харків: у результаті «нальоту» було знищено один танк Т-80БВМ, дві МТ-ЛБ та до 10 військовослужбовців ЗСРФ.
- 27 лютого 2022 Знищення ДРГ противника в місті Харків (ХСШ № 134), у результаті штурмових дій втрати живої сили противника склали до 20 в/с 76-ї десантно-штурмової дивізії РФ.
- 07 березня 2022 Відбиття прориву ДРГ противника в районі східної околиці міста Харків, відбиваючі напад на блок-пост «Роза Ветров». Противник змушений був відступити під прикриттям артилерії, оскільки зазнав значних втрат, знищені 11 в/с ЗС РФ.
- 14 листопада 2022 один із снайперів підрозділу точним пострілом ліквідував ціль, яка пересувалася на відстані 2710 метрів[15][16].
- наприкінці 2023 — початку 2024 року бійці «Омеги» були перекинуті в Авдіївку та її околиці, де вони завдали тяжких втрат росіянам, використовуючи протитанкові керовані ракети та безпілотники FPV, а також імпровізовані реактивні системи залпового вогню[17][18][19].

## Втрати

### 2015
1. 24 березня 2015 року загинув капітан Шпак Ігор Олегович[20];
2. 28 березня 2015 року загинув солдат Твердохліб Микола Миколайович[21];

### 2017
1. 03 червня 2017 року загинув полковник Бойко Олександр Олександрович[22];

### 2022
1. 27 лютого 2022 року загинув головний сержант Андрієвський Вадим Леонідович[23];
2. 07 березня 2022 року загинув підполковник Орлов Олександр Олександрович[24]; Присвоєно звання "Герой України";
3. 12 березня 2022 року загинув старший лейтенант Головко Віктор Олександрович («Дік»)[25]. Присвоєно звання "Герой України";
4. 12 березня 2022 року загинув майор Собків Роман Васильович[26]. Присвоєно звання "Герой України" [27];
5. 18 березня 2022 року загинув капітан Смілін Сергій Сергійович[28];
6. 12 травня 2022 року загинув старший сержант Митюк Павло Михайлович[29];
7. 30 травня 2022 року загинув полковник Аллеров Владислав Юрійович[30]. Присвоєно звання "Герой України";
8. 08 червня 2022 року загинув капітан Цеков Євгеній Олегович[31];
9. 27 червня 2022 року загинув солдат Антоненко Дмитро Олександрович[32];
10. 12 липня 2022 року загинув головний сержант Грабчак Максим Геннадійович[33];
11. 13 серпня 2022 року загинув капітан Манько Вадим Олександрович[34][35]. Присвоєно звання "Герой України";
12. 22 серпня 2022 року загинув майор Зеленюк Вадим Сергійович[36][37]. Присвоєно звання "Герой України";
13. 03 вересня 2022 року загинув капітан Фомін Олександр Андрійович;
14. 03 вересня 2022 року загинув старший сержант Мирошниченко Едуард Сергійович;
15. 11 вересня 2022 року загинув майстер-сержант Алфімов Сергій Олександрович[38][39];
16. 11 листопада 2022 року загинув майстер сержант Бондар Ярослав Сергійович;
17. 11 листопада 2022 року загинув капітан Тітюцький Дмитро Олександрович;
18. 17 грудня 2022 року загинув молодший лейтенант, старший офіцер 2-ї бойової групи Кутний Тарас Олегович [40];
19. 17 грудня 2022 року загинув капітан Саєнко Микола Васильович;
20. 17 грудня 2022 року загинув молодший лейтенант Угровецький Роман Миколайович;

### 2023
1. 18 лютого 2023 року загинув старший лейтенант Грама Олег Анатолійович;
2. 22 березня 2023 року загинув лейтенант Гардт Віталій Віталійович [41];
3. 31 березня 2023 року загинув майор Лоюк Анатолій Миколайович;
4. 3 червня; підполковник Гусєв Андрій Валерійович
5. 02 серпня 2023 року загинув підполковник Демчук Ігор Володимирович. Присвоєно звання "Герой України";
6. 02 серпня 2023 року загинув капітан Зайцев Сергій Федорович. Присвоєно орден "За мужність" II ступеня;
7. 02 серпня 2023 року загинув майор Кляшторний Дмитро Васильович.  Присвоєно орден "За мужність" IIІ ступеня [42]

### 2024
1. 06 лютого 2024 року загинув старший офіцер Сабіров Марат Ільшатович [43];
2. 06 лютого 2024 року загинув старший лейтенант Любий Артем Вікторович.
3. 8 березня 2024 — Єремєєв Сергій Євгенійович («Oskol»). Молодший сержант, оператор БПЛА. Присвоєно орден «За мужність» III i II ступеня [44].
4. 20 червня 2024 — Мироненко Микола Сергійович («Мирон»). 30 листопада 1999, с. Олександропіль. Молодший лейтенант. Загинув біля Роботиного [45].
5. 16 вересня 2024 року загинув майор Нікітчук Владислав Сергійович
6. 28 жовтня 2024 — Пронюк Юрій. 8.03.1994, м. Жидачів Львівської області [46]
7. 14 листопада 2024 — Солянко Сергій Леонідович. Молодший сержант. 26 червня 2001, с. Почино-Софіївка Магдалинівського району [47][48]

### 2025
1. 5 січня 2025 — Охріменко Вадим Григорович («Покемон») — сержант. 20 квітня 1995, с. Золотухи. Загинув в Луганській області [49][50]
2. 3 лютого 2025 — молодший лейтенант Спіцин Антон Вадимович
3. 19 травня 2025 — підполковник Баранівський Ігор Миколайович («Прометей») 23.08.1993.[51][52]
4. 17 червня 2025 — Римарук Віталій. 13.09.1998, селище Делятин [53]
5. 17 червня 2025  -  Ярослав Мороз, 25 років, старший сержант. Загинув на Донеччині[54].

## Командування
Діючий командний склад Центру спеціального призначення НГУ «Омега»:
- Начальник Центру - генерал-майор Павло ЯЦЮК;
- Перший заступник начальника Центру - полковник Костянтин КОРНІЦКИЙ;
- Начальник штабу Центру - полковник Микола ІВАЩЕНКО;
- Заступник начальника Центру з логістики - полковник Антон ЧЕРНИХ.

Керівники спецпідрозділів «Омега»:
- Новак Олександр Вікторович, підполковник (2003–2010)
- Стрельченко Анатолій Миколайович, полковник (2010–2012, 2013–2014)
- Аллеров Владислав Юрійович, полковник (2017–2022)
- Півненко Олександр Сергійович[55], полковник (2018–2022)
- Корженко Дмитро Юрійович, полковник (2014–2023)

## Положення про загони спеціального призначення Національної гвардії України

### I. Загальні положення
1. Це Положення визначає основні завдання, функції та порядок діяльності загонів спеціального призначення (далі - загони), що входять до складу територіальних управлінь Національної гвардії України.
2. Загони призначені для вжиття заходів щодо захисту та охорони життя, прав, свобод і законних інтересів громадян, суспільства і держави від злочинних посягань, охорони громадського порядку та забезпечення громадської безпеки, оперативного реагування на дії незаконних воєнізованих або збройних формувань (груп), терористичних організацій, організованих груп та злочинних організацій, припинення терористичної діяльності, що пов’язані з підвищеним ризиком для життя та здоров’я військовослужбовців та потребують від особового складу високого рівня професійної підготовки.
3. Загони мають умовне найменування «Омега».
4. У своїй діяльності загони керуються Конституцією України, Законом України «Про Національну гвардію України», іншими законами України, чинними міжнародними договорами, згода на обов’язковість яких надана Верховною Радою України, актами Президента України та Кабінету Міністрів України, нормативно-правовими актами Міністерства внутрішніх справ України та інших центральних органів виконавчої влади, наказами, директивами, розпорядженнями та дорученнями командувача Національної гвардії України, наказами та розпорядженнями начальника територіального управління, а також цим Положенням.
5. Загони виконують покладені на них завдання у взаємодії з правоохоронними органами, Збройними Силами України, Управлінням державної охорони України, іншими утвореними відповідно до законів України військовими формуваннями, органами місцевого самоврядування, органами прокуратури, органами державної влади, громадськими об’єднаннями та релігійними організаціями, а також адміністрацією і режимними органами об’єктів, що охороняються, та населенням.
Затверджено наказом Міністерства внутрішніх справ України від 20 грудня 2018 року № 1036